# Расчой
Расчой  — опустевшая деревня в Сысольском районе Республики Коми в составе сельского поселения  Куратово. 

## География
Расположена на расстоянии менее 3 км на запад от центра поселения села Куратово.

## История
Была известна с 1586 года.

## Население
Постоянное население  составляло 4 человека (коми 100%) в 2002 году, 0 в 2010 .